# 사회변혁노동자당
사회변혁노동자당 (社會變革勞動者黨), 줄여서 변혁당은 대한민국의 사회주의 정당이었다. 변혁당의 조직원은 정기적으로 당비를 내야할 뿐만 아니라 정기적으로 지역별, 직장별 모임('분회'라고 부른다)에서 회의에 참여하여야 한다. 2022년 2월 법내 정당인 노동당과 통합하여 구성원들이 노동당에 입당하였다.

## 활동

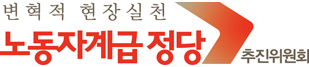
노동자계급정당추진위원회 당시의 로고

2000년대 이후 ‘노동자의 힘’, ‘사회주의노동자연합’(사노련), ‘사회주의 노동자정당 준비모임’(사노준), ‘사회주의 노동자 정당 건설 공동실천위원회’(사노위) 등의 조직으로 활동해오던 민주노총 현장파 활동가들은 2012년 대통령 선거를 앞두고 노동자 정치세력화 복원을 목표로 '변혁적 현장실천과 노동자 계급정당 건설을 위한 전국 활동가 모임(약칭 변혁모임)'을 결성한다. 12월에 벌어진 대통령 선거에서 비정규직 투쟁을 이끌어온 김소연 전 기륭전자 분회장을 무소속 후보로 추대하여 진보신당 등과 공동 선거운동을 벌여 16,687표로 0.05%의 득표를 얻어 5위로 낙선한다.
2013년 11월 ‘변혁적 현장실천과 노동자 계급정당 추진위원회’로 전환하여 노사정 야합 규탄 시위에 주도적으로 참여하기도 하였으며, 재벌 사내유보금 환수운동본부 에 참여하기도 하였다. 민중총궐기 투쟁본부에도 소속되어 있다.
각 지역 추진위원회 마다 "정치콘서트"라는 이름으로 이윤, 경쟁, 착취, 차별, 억압, 환경파괴, 전쟁에 반대하는 콘서트를 개최하였고,변혁정치라는 기관지도 발행하고 있다.
2016년 1월 31일, 서울 흑석동 원불교 회관에서 ‘사회변혁노동자당’이라는 이름으로 공식적으로 창당하였다. 이 자리에서 당명과 강령, 당헌 채택을 비롯해 대표 선출, 사업방향 채택 등의 안건을 심의, 확정하였으며, 당명으로는 ‘평등사회당’, ‘노동계급당’ ‘사회변혁노동자당’ 등의 후보 중, ‘사회변혁노동자당’으로 최종 결정되었다. 또한, 약칭은 변혁당으로 결정되었다. 또한, 당 대표로는 노동자계급정당추진위 당시의 대표였던 이종회 대표를 선출했다. 이들은 "분리된 자, 차별받는 자, 배제된 자, 그들이 우리이고 노동자계급정치의 주체”라며 “더 나은 세계, 자유로운 개인의 연대사회로 나아가는 투쟁과 변혁의 정치를 실현할 것" 이라고 밝혔다.
이당은 중앙선거관리위원회에 정당으로 등록할 만큼 구성원이 있지 않아 법적 창당 작업을 하지 않았는데, 2022년 3월 대선에 후보를 낼 수 있도록 2020년에 창당 추진위원회를 구정한뒤, 2021년 정식 법적 창당 작업을 시작하기로 했다. 2020년 4월 중앙선거관리위원회에서 이 단체에 정당이라는 표현을 쓰지 말고, 정당으로 활동하려면 정식 창당을 하라고 안내했다.

## 정치
이들은, 정치적으로 사회주의 사회를 목표로 하고 있으며, 자본주의 철폐를 주장하는 반자본주의 체제를 정치 노선으로 삼고 있다. 또한, 이들은 자본주의와 제국주의가 세계 대전을 초래했다며, 반제국주의를 통한 반전 운동을 주장하고 있으며, 생태 분야에서는 생태사회주의, 탈핵주의를 주장하고 있다.
또한 자본주의가 가부장제를 초래했으며, 여성을 해방해야 한다고 주장하고 있기도 하다. 또한, 이들은 빈민, 농민, 노동자뿐만 아니라, 청년 운동, 학생 운동, 인권 운동, 성소수자 운동을 통한 "민중이 주인 되는 사회"를 실현하여야 한다고 주장하고 있다. 또한 이들은, 노동조합 총연맹인 민주노총을 중심으로 한 국가적인 총파업 운동과, 반제국주의의 주장, 프롤레타리아 국제주의를 주장하고, 노조적 계급 투쟁을 당의 목표로 삼아 지향하므로, 생디칼리즘 성향을 내포하고 있다.
또, 강령 중 'I.우리 당의 지향, 2.노동자계급정치를 실현하는 당'의 부분에서 "정치·경제·사회·문화의 전 영역에 걸쳐 자본과 국가권력에 맞서 투쟁하고, 사회주의 건설을 위한 진지를 구축해 나간다. 노동조합을 비롯한 대중조직의 계급적·정치적 강화를 위해 활동하며, 다양한 사회운동을 반자본 전선으로 묶어내기 위해 총력을 기울인다. 모든 실천에서 노동자국제주의를 견지한다."고 명시하고 있고 'II.우리의 실천, 7.남북 노동자민중이 해방되는 통일'부분에서 "남북 노동자민중은 자신의 의지와 상관없이 남북지배세력과 지역 패권국의 이해를 위한 대립과 긴장에 동원되어서는 안 된다. 분단 극복 과정 역시 남북 지배세력 및 지역 패권국이 결정하도록 내버려두어서는 안 된다. 이에 우리는 현 정전체제를 평화협정체제로 전환하고 제국주의국가들의 한반도에 대한 개입을 없애기 위해 투쟁한다. 남·북한사회의 모순을 극복하면서 남북 노동자민중이 해방되는 한반도 통일을 지향한다."라고 명시하고 있는 부분에서 확인할 수 있듯이 좌파 민족주의가 아닌 반제국주의, 노동자국제주의 노선과 함께 북한 정권에 대한 반대 혹은 지지하지 않는 내용성을 지향하고 있기도 하다.
또한, 이들은 "정리해고와 비정규직이 없는 사회, 완전한 노동권과 공공복지가 보장되는 사회, 민주적 제권리가 보장되는 사회"를 실현하여야 한다고 주장하며, 국가가 용산참사, 세월호 참사, 메르스 사태같은 사회적 참사에서 자본의 이윤과 지배 권력의 공고화를 위해 민중을 죽음으로 몰아넣었다고 주장한다.  또 이들은 "국제적 노동자 연대"를 주장하기도 하며, 무엇보다도 "노동자민중이 정치의 주체", "노동자계급의 변혁 정치" 임을 강조하고 있다.

## 경제
이들은, 경제적으로 반자본주의 성향을 강하게 띄며, 생산수단의 사회화와, 민주적 계획 경제를 주장하고 있다.

## 주요 강령
- 노동해방
- 복지, 의료, 교육의 사회화와 민중생존권 쟁취
- 모든 민주적 권리 쟁취
- 여성, 소수자 해방 사회
- 생태사회로의 전환
- 제국주의와 전쟁에 맞선 투쟁
- 남북 노동자민중이 해방되는 통일
- 민주적 계획경제
- 노동자 권력 수립